# Clavispora lusitaniae
Clavispora lusitaniae är en svampart som beskrevs av Rodr. Mir. 1979. Clavispora lusitaniae ingår i släktet Clavispora och familjen Metschnikowiaceae.   Inga underarter finns listade i Catalogue of Life.

## Bildgalleri

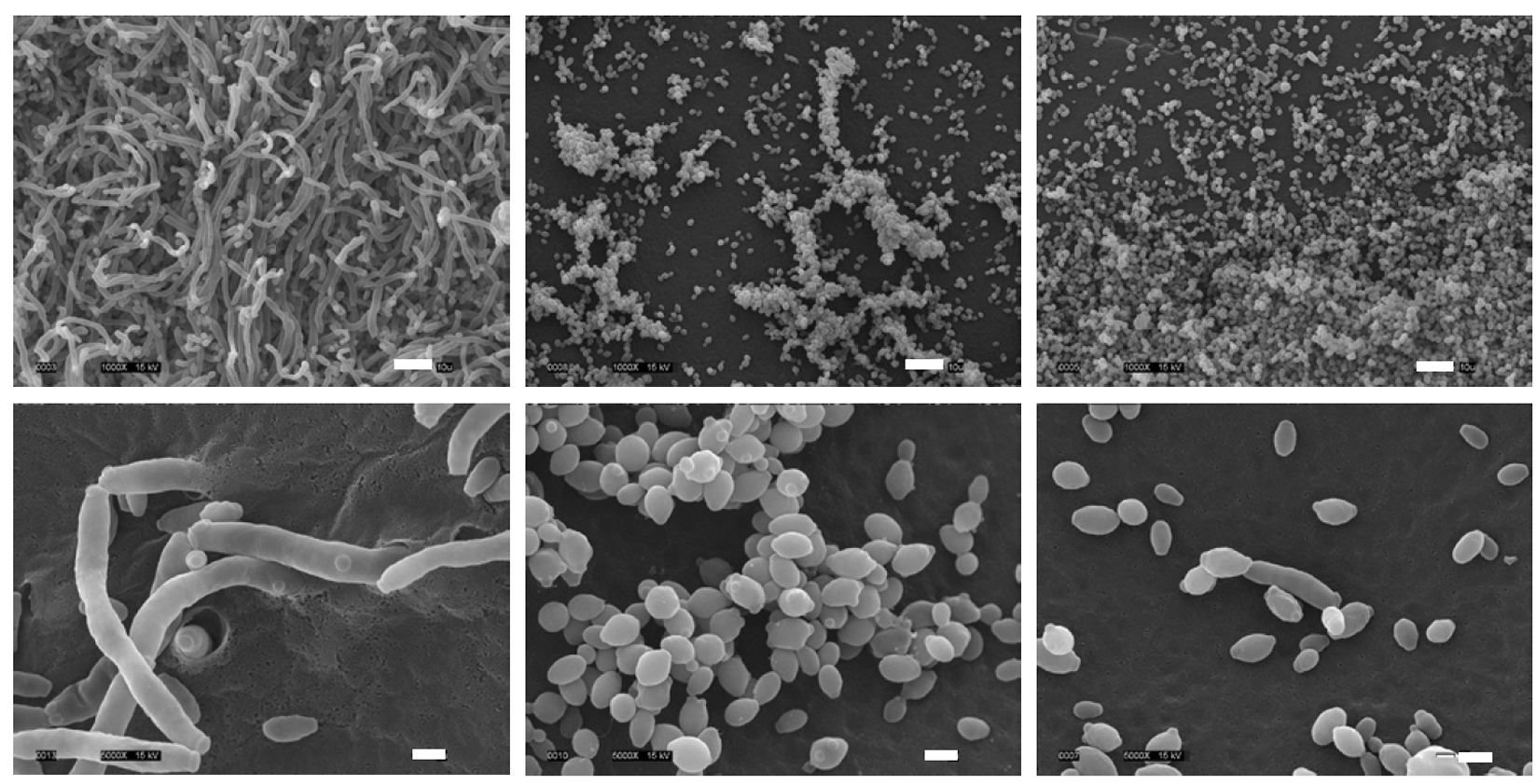